# Bullaun von Ardattin
Der Bullaun von Ardattin (irisch bullán) liegt im Weiler Ardattin (irisch Ard Aitinn) im Townland Ballynoe, etwa südlich von Tullow und östlich von Ballon im County Carlow (fälschlich auch im County Wexford verortet) in Irland.
Der große unregelmäßig geformte Bullaunstein liegt in einer kleinen runden Ummauerung. Der Bullaun soll zu diesem Ort vom nahe gelegenen Ballinastraw verschoben worden sein. Der Stein ist etwa 1,0 Meter hoch und breit und etwas mehr als 1,0 Meter lang. Er liegt jetzt auf Stützsteinen, sollte ursprünglich aber ein Felsbrocken gewesen sein. In der Oberseite sind zwei eng benachbarte große Bullauns, von denen der größte etwa 40 cm Durchmesser hat, der andere ist unwesentlich kleiner.